# 5α-reduktas
5α-reduktaser, även kända som 3-oxo-5α-steroid 4-dehydrogenaser, är enzymer involverade i steroidmetabolism. De deltar i tre metaboliska vägar: gallsyrabiosyntes, androgen- och östrogenmetabolism. Det finns tre isoenzymer av 5a-reduktas som kodas av generna SRD5A1, SRD5A2 och SRD5A3.
5α-reduktaser katalyserar följande generaliserade kemiska reaktion:
en 3-oxo-5α-steroid + acceptor ⇌ en 3-oxo-Δ4-steroid + reducerad acceptor
Där en 3-oxo-5a-steroid och acceptor är substrat, och en motsvarande 3-oxo-A4-steroid och den reducerade acceptorn är produkter. Ett exempel på denna generaliserade reaktion som 5α-reduktas typ 2 katalyserar är:
dihydrotestosteron + NADP+ ⇌ testosteron + NADPH + H+
där dihydrotestosteron är 3-oxo-5α-steroiden, NADP+ är acceptorn och testosteron är 3-oxo-A4-steroiden och NADPH den reducerade acceptorn.

## Produktion och aktivitet
Enzymet produceras i många vävnader hos både män och kvinnor, i fortplantningsorganen, testiklar och äggstockar, hud, sädesblåsor, prostata, bitestikel och många organ, inklusive nervsystemet. Det finns tre isoenzymer av 5α-reduktas: steroid 5α-reduktas 1, 2 och 3 (SRD5A1, SRD5A2 och SRD5A3).
5α-reduktaser verkar på 3-oxo (3-keto), Δ4,5 C19/C21 steroider som dess substrat; "3-keto" avser dubbelbindningen av det tredje kolet till syre. Kol 4 och 5 har också en dubbelbindning, representerad av 'Δ4,5'. Reaktionen involverar ett stereospecifikt och permanent avbrott av Δ4,5 med hjälp av NADPH som en kofaktor. En hydridanjon (H−) är också placerad på α-ytan vid det femte kolet, och en proton på β-ytan vid kol 4.

## Distribution med ålder
5α-R1 uttrycks i fostrets hårbotten och icke-genital hud på ryggen, var som helst från 5 till 50 gånger mindre än hos vuxna. 5α-R2 uttrycks i fostrets prostata liknande vuxna. 5a-R1 uttrycks huvudsakligen i epitelet och 5a-R2 i fostrets prostatas stroma. Forskare letade efter 5α-R2-uttryck i fostrets lever, binjure, testiklar, äggstockar, hjärna, hårbotten, bröst och genital hud, med hjälp av immunblotting, och kunde bara hitta det i genital hud.
Efter födseln uttrycks 5α-R1 på fler platser, inklusive lever, hud, hårbotten och prostata. 5α-R2 uttrycks i prostata, sädesblåsor, epididymis, lever och i mindre utsträckning i hårbotten och huden. Leveruttryck av både 5α-R1 och 2 är omedelbart, men försvinner i huden och hårbotten vid månad 18. Sedan, vid puberteten, återuttrycks endast 5α-R1 i huden och hårbotten.
5a-R1 och 5a-R2 verkar uttryckas i prostatan hos manliga foster och under hela livet efter födseln. I vuxen ålder uttrycks 5α-R1-3 överallt. 5α-R1 och 5α-R2 uttrycks också, men i olika grad i lever, genital och icke-genital hud, prostata, bitestikel, sädesblåsa, testiklar, äggstock, livmoder, njure, exokrina bukspottkörteln och hjärnan.